# Ekologi
Ekologi är vetenskapen som behandlar samspelet mellan organismer och den miljö de lever i. Ekologin är en ung vetenskap i snabb utveckling.
Det är viktigt att hålla isär vetenskapen ekologi och värdeladdade begrepp som 'ekologisk'. Till exempel kan effekten av en stor miljökatastrof eller introduktionen av en främmande art i ett system tyckas vara en spännande händelse inom vetenskapen ekologi, medan det knappast anses önskvärt ur ett 'ekologiskt perspektiv'.  

## Etymologi
Ordet ekologi kommer från den tyske biologen Ernst Haeckel som 1866 använde ordet "Oecologie" på sidan 286 i volym 2 av Generelle Morphologie der Organismen. Ordet bildades enligt Haeckel från grekiska οικος, oikos "hushåll", "levnadsbetingelser" (och λογία, logia "studie av").

## Innehåll
Alla organismer påverkas av sin omvärld. Både levande- (biotiska), och icke-levande (abiotiska) omvärldsfaktorer, som exempelvis temperatur, nederbörd, bytesdjur och växtlighet kan ge stor påverkan. Det är detta som ekologin studerar. Ekologiska studier genomförs för att försöka förstå relationer mellan olika organismer och deras miljö, livsprocesser, biologisk anpassning hos organismer, förekomst och fördelning av organismer (biogeografi), transport av materia och energi genom organismsamhällen, successionsstadier i utvecklingen av ekosystem, samt mängd och fördelning av biologisk mångfald i förhållande till miljön. Föremålet för studier kan vara både enskilda individer, populationer, biotoper, ekosystem, biomer eller hela biosfären. Man kan också studera ekosystemets näringsvävar. Även olika biogeokemiska kretslopp som vattnets kretslopp eller kolcykeln studeras. Hur ekosystem påverkar biosfären kan också vara föremål för en undersökning.

### Delområden
- Etologi, samspelet mellan djur, läran om djurens beteende.
- Populationsekologi, populationers samspel med varandra och variation.
- Systemekologi, samspelet mellan organismer och den abiotiska omgivningen.
- Paleoekologi, förhistorisk ekologi, en del av paleontologin
- Agroekologi, ekologi som är inriktad på lantbruksvetenskap

## Ekologins miljöbegrepp

Uppdelning i ekologiska zoner såsom definierat av Holdridge.

När ekologi definieras som läran om interaktionerna mellan organismer och deras miljö måste man vara klar över att miljön innefattar en rad skilda faktorer:
- abiotiska miljöfaktorer
  - klimat (temperatur, nederbörd etc.)
  - topografi (höjder över eller under havet etc.)
  - jordmån
  - kemiska faktorer (syrgas- och saltkoncentration, näringsämnen etc.)
  - mekaniska faktorer (vind, strömmar etc.)
- biotiska miljöfaktorer
  - interaktion med organismer av samma art
  - interaktion med organismer av andra arter

Helheten av en specifik organisms relation och interaktion med sin miljö går under benämningen ekologisk nisch.

### Biosfär
Med biosfär menas summan av alla ekosystem. Begreppet betecknar allt levande som finns i atmosfären, hydrosfären och litosfären.

### Biom
Biom är en regional ansamling av djur- och växtsamhällen. Biom är ett annat ord för vegetationsområde. I begreppet är samverkan och inbördes påverkan mellan de olika arterna centrala. Relationen till jordarter och klimat ingår också. Biomer är huvudsakligen urskiljbara i stor (kontinental till global) skala. Tillsammans utgör biomerna biosfären.

### Biologisk mångfald
Biologisk mångfald eller biodiversitet är summan av arternas mångfald, den genetiska mångfalden och den ekologiska mångfalden i ett område. Biologisk mångfald är ett begrepp som innefattar alla varianter av livsformer som finns på jorden, miljontals växter, djur och mikroorganismer, deras gener och samspelet de är en del.

### Ekosystem

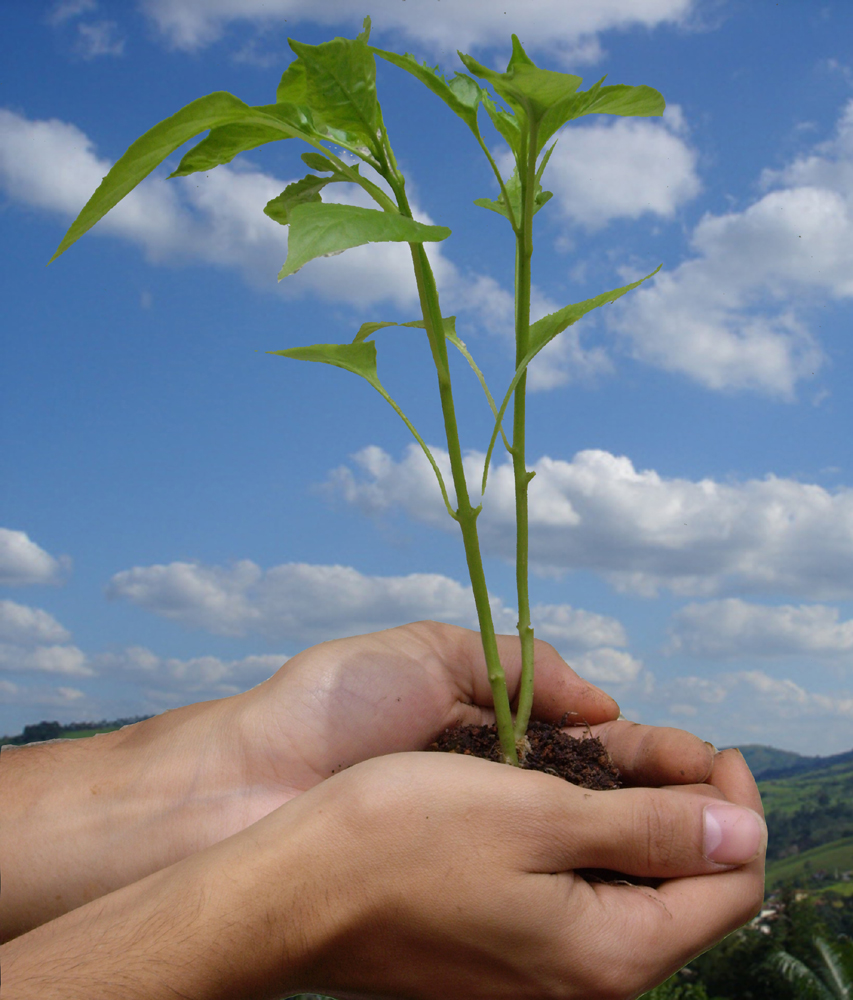
Ekosystem.

Ett ekosystem är ett avgränsat område i naturen som vi människor valt att studera ur ett ekologiskt perspektiv. Ett ekosystem kan vara stort eller litet beroende på vad man väljer att studera, till exempel ekosystemet i havet eller i en liten damm. Alla levande varelser och den miljö som finns inom området ingår i ekosystemet.

### Ekologiska interaktioner
Ekologiska interaktioner innebär relationer där individer av samma eller olika art påverkar varandras utveckling.
Exempelvis lever många svampar i symbios med träd. Denna interaktion gynnar båda, svampens mycel hjälper trädet att ta upp mer näring med rötterna, medan svampen får viktiga kolhydrater från trädet.

### Ekologisk nisch
En ekologisk nisch är det levnadsområde där en enskild art kan överleva och reproducera sig. Detta avser egenskaper som temperatur, vegetation och mattillgång. För varje egenskap finns ett visst intervall där arten kan leva.

### Näringskedja
Med näringskedja menas hur näringsämnen sprids och omvandlas igenom en kedja av organismer (djur, växter och liknande) som äter och/eller äts av varandra i ett ekosystem.

## Historia
Ekologin är en relativt ung vetenskap. Fram till omkring 1960 hade ekologin mycket liten spridning utanför akademiska kretsar. Under 1960-talet och 1970-talet ökade miljömedvetandet kraftigt och ekologiska idéer fick spridning även bland vanligt folk. Under 2000-talet har ekologiska tankegångar fått stort inflytande i naturvårdens teori och praktik.